# Libelle Verlag
Libelle ist ein 1979 gegründeter Independent-Verlag mit Sitz am Bodensee. Biografien, Belletristik, Theaterstücke, Wissenschaftssatiren, pädagogische Sachbücher und Kulturgeschichte des Bodenseeraums sind Schwerpunkte des Verlags.

## Geschichte
Der Verlag wurde am 1. April 1979 von Ekkehard Faude gegründet. Von 1979 bis 1991 erschienen die Bücher des Verlags in Konstanz-Litzelstetten, dann in Konstanz-Petershausen, unter dem Namen Faude Verlag. 1991 kam die Redakteurin Elisabeth Tschiemer dazu. Der Verlag wurde nach dem bereits seit 1980 verwendeten Verlags-Signet, der Libelle, in „Libelle Verlag“ umbenannt und südlich von Konstanz im Kanton Thurgau gemeinschaftlich neugegründet. Verlagsort war ab 1991 Bottighofen im Kanton Thurgau (Schweiz), seit 1994 ist Libelle in der benachbarten Gemeinde Lengwil ansässig.
Zu Auszeichnungen von „Libelle“-Büchern gehören: Rauriser Literaturpreis 1997 – gemeinsam mit Felicitas Hoppe – für Katrin Seebacher (Morgen oder Abend), Bodensee-Literaturpreis 1997 für Manfred Bosch (Bohème am Bodensee), Deutscher Krimi-Preis 2000 für Ulrich Ritzel (Schwemmholz), Förderpreis des Deutschen Literaturfonds 2003 für Uta Titz (Stella Runaway), Burgdorfer Krimipreis 2004 für Ulrich Ritzel (Der Hund des Propheten), Erwin-Schwartz-Grundschulpreis 2006 an Heide Bambach.
Das Image des Verlags wurde früh auch von Wiederentdeckungen älterer Autoren geprägt – wie Lilly Braumann-Honsell (Kleine Welt – große Welt. Frauen erleben ein Jahrhundert am Bodensee, 1981); Carl Spindler (Die Schwertbergers, 1982), Joseph Albrecht von Ittner (Der schöne Scharfrichter, 1983) Jacob Picard (Werke, 1991), Franz Michael Felder (Aus meinem Leben, 2004) und Nelly Dix (Ach, meine Freundin, die Tugend ist gut, aber die Liebe ist besser, 2011).
Die erfolgreichste Wiederentdeckung gelang mit den von 1991 bis 2006 kontinuierlich edierten Romanen, Erzählungen, Gedichten und Expeditionstagebüchern von Fritz Mühlenweg. Ekkehard Faude, der allen Büchern biographische Nachworte beisteuerte, wurde ab 2008 von der Gemeinde Allensbach zur Kuratierung eines Mühlenweg-Museums gewonnen. Dieses als literarische Gedenkstätte vom Literaturarchiv Marbach mitgetragene Museum wurde im Juni 2012 im alten Bahnhof in Allensbach eröffnet.
Von Anfang an bewies die Programmarbeit auch Entdeckerfreude. Mit ihrem jeweils ersten Buch wurden auf dem deutschsprachigen Buchmarkt bekannt gemacht: Tobias Engelsing (Menschen im Paradies; 1981); Ernst Peter Fischer (Die Welt im Kopf; 1985), Heide Bambach (Erfundene Geschichten erzählen es richtig; 1989), Katrin Seebacher (Morgen oder Abend; 1996), Yasmina Reza (KUNST; 1996), Eric-Emmanuel Schmitt (Der Besucher; 1997), Angelika Overath (Händler der verlorenen Farben; 1998), Ulrich Ritzel (Der Schatten des Schwans; 1999), Ilse Helbich (Schwalbenschrift; 2003), Uta Titz (Stella Runaway; 2003), Sigrid Faltin (Die Baroness und das Guggenheim; 2005), Bernadette Conrad (Nomaden im Herzen; 2006), Thomas Wörtche (Das Mörderische neben dem Leben; 2008), Maria Bosse-Sporleder (Im fünften Koffer ist das Meer; 2012) und Ilse Rau (Meine Mara-Jahre; 2016).
Anfang 2018 beschlossen die Verlagseigner, den Verlag langsam auslaufen zu lassen.

## Programm
Das Verlagsprogramm umfasst rund 120 Titel (Stand: Mitte 2018). Darunter befinden sich die deutschsprachigen Übersetzungen von Yasmina Rezas Theaterstücken Kunst, Drei Mal Leben und Der Gott des Gemetzels. Daneben werden unter anderem Werke von Heide Bambach, Manfred Bosch, Hans Brügelmann, Nelly Dix, Sigrid Faltin, Ilse Helbich, Christoph Meckel, Fritz Mühlenweg, Angelika Overath, Georges Perec, Ulrich Ritzel, Katrin Seebacher, Uta Titz (Krazy), Peter Stobbe und Thomas Wörtche verlegt.
Den Bodensee als einen offenen europäischen Kulturraum machten vor allem Titel von Arno Borst (Ritte über den Bodensee, 1992; Mönche am Bodensee, Neuausgabe 2010) und Manfred Bosch (Bohème am Bodensee, 1997) zum Thema.
Mit den auflagenstarken Büchern des Autors und Herausgebers Hans Brügelmann wurde der Verlag von 1983 (Kinder auf dem Weg zur Schrift) bis 2005 (Die Schule entdecken) vor allem im Bereich der Lese- und Schreibdidaktik bekannt. Von 1986 an erschienen insgesamt sechs Jahrbücher der „Deutschen Gesellschaft für Lesen und Schreiben“ (DGLS). Mehrfach aufgelegt wurde Erfundene Geschichten erzählen es richtig (1989) von Heide Bambach, der Leiterin der Grundstufe an Hartmut von Hentigs Bielefelder Laborschule. Das mehrfach nachgedruckte Buch von Hans Brügelmann und Erika Brinkmann (Die Schrift entdecken, 1984) läuft seit 1998 in einer komplett überarbeiteten Fassung unter dem neuen Titel Die Schrift erfinden.
Erschienen sind auch kunstgeschichtliche Werke über Walter Kaesbach, Walter Matysiak, Fritz Mühlenweg, Matthias Holländer und Hans Sauerbruch mit Beiträgen von Christoph Bauer, Ekkehard Faude, Adolf Muschg, Matthias Sauerbruch und Barbara Stark.

## Ausstellung
- 2019/2020: „Diese Verlegerei gibt sich gern humorvoll – meint es aber zugleich ernst.“ Der Flug der Libelle. 40 Jahre Verlagsgeschichte. Hesse Museum Gaienhofen[4][5]